# Atacan las brujas
Série
Blue Demon contre le pouvoir satanique
(1966) El hacha diabólica
(1965)
Pour plus de détails, voir Fiche technique et Distribution.
Atacan las brujas (trad. litt. : « Ils attaquent les sorcières ») est un film mexicain de José Díaz Morales, tourné en 1964 et sorti en 1968. C'est le douzième film d'El Santo, el enmascarado de plata. José Diaz Morales réalisa quatre films d'El Santo en un an, de 1964 à 1965 : Atacan las brujas, El hacha diabólica, Profanadores de tumbas et El barón Brákola.

## Fiche technique
- Titre original : Atacan las brujas
- Titre anglais ou international : Santo Attacks the Witches
- Titre(s) anglais alternatif(s) : Santo in the Witches Attack
- Réalisation : José Díaz Morales
- Scénario : Rafael García Travesi, Fernando Osés
- Photographie : Eduardo Valdés
- Montage : José Juan Munguía
- Musique : Jorge Pérez
- Production : Luis Enrique Vergara
- Société(s) de production : Cinecomisiones, Filmica Vergara Comisiones, Olympusat
- Pays d’origine :  Mexique
- Langue originale : espagnol
- Format : noir et blanc — 35 mm — 1.37,1 — son Mono
- Genre : aventure, horreur
- Durée : 76 minutes
- Dates de sortie :
  - Mexique : 23 février 1968

## Distribution
- El Santo : Santo (Santo El Enmascarado de Plata)
- Lorena Velázquez : Elisa Cardenas / Mayra
- María Eugenia San Martín : Ofelia
- Ramón Bugarini : Arturo
- Fernando Osés : homme de main
- Crox Alvarado : avocat / homme de main
- Edaena Ruiz : Medusa
- Guillermo Hernández : homme de main (Lobo Negro)
- Altia Michel
- Mary Montiel
- Alma Rojo
- Rito Romero
- Juan Garza